# Слоесто-дъждовни облаци
Слоесто-дъждовните облаци (Nimbostratus) са многослойни, сиви, често тъмни облаци, които обикновено пораждат продължителни валежи без мълнии. Въпреки че обикновено се класифицират като ниски облаци, те най-често се образуват на средна височина в тропосферата и след това се разпространяват вертикално нагоре и надолу. Тези дъждовни облаци могат да покриват голяма площ.
Слоесто-дъждовните облаци имат разсеяна облачна основа, която може да се намира както близо до повърхността, така и до 3000 m надморска височина. Макар в основата си да изглеждат тъмни, отвътре те изглеждат светли. Дебелината на слоя обикновено варира в граници между 2000 и 4000 m. Макар да се срещат из цял свят, слоесто-дъждовните облаци преобладават по средните географски ширини.
Тъй като слоесто-дъждовните облаци са много дебели, непрозрачни и без силно изразени черти, те нямат откроени видове или разновидности.

## Образуване
Слоесто-дъждовните облаци се образуват по дължина на топъл или оклюзионен фронт, където бавно издигащата се топла въздушна маса създава слоесто-дъждовни облаци и по-тънки слоести облаци. Тези облаци обикновено се предхождат от по-високи облаци като пересто-слоести и високо-слоести. Често, когато високо-слоестите се сгъстяват и се спускат на към по-ниска височина, те се превръщат в слоесто-дъждовни.
Слоесто-дъждовните облаци не се свързват с гръмотевични бури. Все пак, при особено нестабилен топъл фронт, причинен от напредващ горещ, влажен и нестабилен въздух, купесто-дъждовни облаци могат да се внедрят сред слоесто-дъждовните. В такава ситуация е трудно да се каже от кои облаци идват валежите, макар обикновено купесто-дъждовните облаци да имат по-големи капки и по-интензивни валежи. Появата на двата типа облаци заедно не е често явление и обикновено при топъл фронт се срещат само слоесто-дъждовни облаци.

## Влияние
Слоесто-дъждовните облаци обикновено са признак за наближаващ топъл или оклюзионен фронт, носещ умерени валежи, за разлика от краткия период на тежки валежи от фронтови купесто-дъждовен облак. Валежите могат да продължат няколко дни, в зависимост от скоростта на фронтовата система. Възможна е появата на вирга. След преминаване на топлия или оклюзионния фронт, слоесто-дъждовните облаци обикновено биват изместени от слоести или слоесто-купести облаци.